# Karen Venhuizen
Karen Venhuizen (Zoetermeer, 4 april 1984) is een Nederlands voormalig kunstschaatsster.
Op vijfjarige leeftijd begon ze in 1989 met kunstschaatsen. Ze werd negenmaal Nederlands kampioene (onafgebroken van 2000-2008). Ze nam drie keer deel aan de Wereldkampioenschappen kunstschaatsen en acht keer aan de Europese Kampioenschappen kunstschaatsen, waar ze op het EK van 2008 haar hoogste positie (de veertiende plaats) bereikte. Dit was na de Europese titel van Dianne de Leeuw in 1976 de hoogste bereikte positie voor een Nederlandse kunstrijdster op een belangrijk kampioenschap.
In 2007 won ze in Den Haag de International Challenge Cup. Deze titel kon ze in 2008 niet verdedigen omdat ze na het EK van 2008 werd getroffen door het syndroom van Guillain-Barré, dezelfde reden waarom ze ook het WK moest laten schieten.
Venhuizen trainde in Groningen en Heerenveen onder Sylvia Holtes met wie ze samen haar choreografie samenstelde.
Op 7 oktober 2009 maakte Venhuizen bekend haar carrière te beëindigen vanwege heupklachten.
Venhuizen is afgestudeerd als Master of Arts in de Communicatie- en informatiewetenschappen aan de Rijksuniversiteit Groningen.

## Topscore
| score         | punten | datum      | toernooi |
| ------------- | ------ | ---------- | -------- |
| Totaal        | 126.30 | 27-01-2008 | EK 2008  |
| Originele kür | 45.53  | 25-01-2008 | EK 2008  |
| Vrije kür     | 80.77  | 26-01-2008 | EK 2008  |

## Belangrijke resultaten
| Kampioenschap           | 1996 | 1997 | 1998 | 1999 | 2000 | 2001 | 2002 | 2003 | 2004 | 2005 | 2006 | 2007 | 2008 |
| ----------------------- | ---- | ---- | ---- | ---- | ---- | ---- | ---- | ---- | ---- | ---- | ---- | ---- | ---- |
| Wereldkampioenschap     |      |      |      |      |      | 22e  |      |      | 34e  | 24e  |      |      |      |
| Europees kampioenschap  |      |      |      |      | 21e  | 21e  | 28e  | 29e  | 22e  | 20e  |      | 26e  | 14e  |
| Nationaal kampioenschap |      |      |      | 4e   | Goud | Goud | Goud | Goud | Goud | Goud | Goud | Goud | Goud |
| WK Junioren             |      |      |      |      | 29e  |      |      |      |      |      |      |      |      |
| NK Junioren             | (C)  | (B)  | (A)  |      |      |      |      |      |      |      |      |      |      |